# Akron-Aufruhr
Als Akron-Aufruhr (Englisch: Akron riot) werden Krawalle bezeichnet, die sich am 23./24. August 1900 in Akron, Ohio abspielten und in deren Verlauf von der städtischen Polizei in der Abwehr eines Mobs versehentlich zwei Kinder erschossen wurden.

## Anlass
Am 22. August 1900 wurde der gut 40-jährige Afroamerikaner Louis (Schreibweise auch Lewis) Peck von der städtischen Polizei Akrons wegen der am 21. August stattgefundenen Vergewaltigung der weißen sechsjährigen Christina Maas festgenommen und in das städtische Gefängnis eingeliefert. Peck und seine Ehefrau waren erst vor einigen Wochen nach Akron gezogen und arbeiteten als Kellner. Wie sich herausstellte, wurde nach Peck von den Behörden seines letzten Wohnorts Patterson, New Jersey, wegen verschiedener Delikte gesucht.

## Verlauf
Am nächsten Morgen, dem 23. August 1900, bekannte sich Peck bei einer Anhörung schuldig, konnte jedoch keine 5.000.- Dollar Kaution stellen und wurde daher inhaftiert.
Gerüchte über die Tat und Pecks Geständnis verbreiteten sich in Akron über den Tag hinweg. Auch war der Stadtverwaltung bekannt geworden, dass sich möglicherweise ein Mob versammeln könnte, um Peck zu lynchen. Sie beauftragte daher Sheriff Frank G. Kelly, Peck sowie einen anderen inhaftierten Afroamerikaner vorsichtshalber in ein Gefängnis nach Cleveland zu transportieren, da sie davon ausging, im Fall eines Aufruhrs die Sicherheit der Gefangenen nicht gewährleisten zu können.
Gegen 18 Uhr sammelte sich auf der Hauptstraße eine rasch anwachsende Menschenmenge, die zum Stadtgebäude zog und von der dort stationierten Polizei die Herausgabe Pecks forderte. Inzwischen waren sämtliche Angehörige der Stadtpolizei, die rund 25 Mitglieder besaß, alarmiert worden. Als die Menge versuchte, in das von innen verbarrikadierte Gebäude einzudringen, feuerte ein Polizeiangehöriger aus seinem Revolver Warnschüsse ab, von denen sowohl die vier Jahre alte Rhoda Davidson als auch der zehnjährige Glen Wade tödlich getroffen wurden.
Nachdem sich der Mob gegen 21 Uhr scheinbar beruhigt und auseinandergegangen war, sammelte er sich um 23 Uhr erneut vor dem Stadthaus. Aufrührer hatten zwischenzeitlich in Fabriken Dynamit entwendet und in ein Warenhaus eingebrochen und sich rund hundert Schuss- und Stichwaffen einschließlich Munition besorgt. Der harte Kern der Aufrührer einschließlich Sympathisanten wurde auf 200 bis 300 Personen geschätzt, die Masse der Zuschauer auf rund 5.000. Die Polizei hatte zwischenzeitlich das Stadthaus verlassen und sich zerstreut. Polizeichef Harrison, ein Veteran des Amerikanischen Bürgerkriegs, war verschwunden, Sheriff Kelly nicht erreichbar, sein Deputy besaß keine Instruktionen.

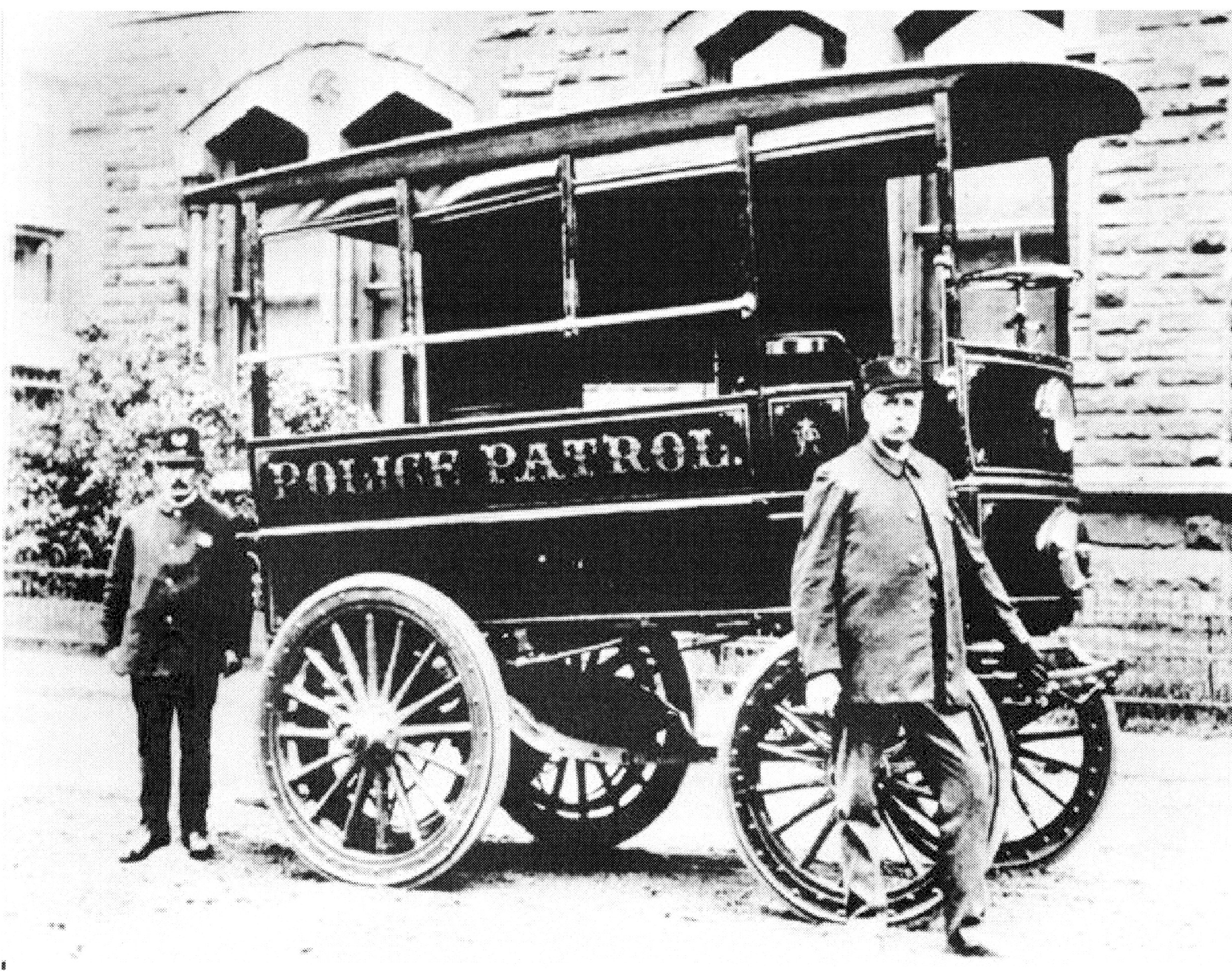
Polizeifahrzeug der Stadtpolizei Akron, Ohio, 1899

Der Mob setzte sowohl das Stadthaus als auch die Columbia Hall in Brand, wobei teilweise Dynamit eingesetzt wurde. Beide Gebäude brannten in der Nacht bis auf die Grundmauern nieder, da die Aufrührer, teilweise unter Einsatz von Schusswaffen, die Feuerwehr an der Löschung der Brände hinderte, wobei sechs Feuerwehrmänner verletzt wurden. Die Aufrührer nahmen auch den städtischen Streifenwagen, das weltweit erste motorgetriebene Polizeifahrzeug, in Beschlag und kippten ihn nach einer „Spazierfahrt“ in den Ohio-Erie-Kanal.

## Der Einsatz der Nationalgarde
Noch in den frühen Morgenstunden des 24. August hatte Bürgermeister Young versucht, die beiden lokalen Kompanien F und B des 4. Regiments der Ohio National Guard zu mobilisieren, deren Chefs sich jedoch weigerten, ohne einen Befehl des Gouverneurs einzugreifen. Young gelang es schließlich, Gouverneur Nash fernmündlich zu erreichen, der daraufhin aus Canton die C-Kompanie des 4. Regiments einsetzte und gleichzeitig das gesamte 8. Regiment alarmierte. Um 6:25 Uhr traf die C-Kompanie unter Hauptmann Fisher, gegen 9 Uhr mit einem Sonderzug das gesamte 8. Regiment in Stärke von neun Kompanien unter dem Kommando von Oberst Adams, ein. Die Gardisten sperrten Teile des Stadtzentrums ab und errichteten einen Patrouillendienst, der erneute Ansammlungen im Ansatz verhinderte.
Peck wurde umgehend in einem Schnellverfahren – Hintergrund war die Anwesenheit der Nationalgarde, die überhaupt erst eine Gerichtsverhandlung ermöglichte, ohne dass nicht ein erneuter Aufruhr zu befürchten war – aus Cleveland überführt und zu lebenslanger Haft verurteilt. Ein Angriff auf den Verurteilten beim erneuten Abtransport nach Cleveland konnte nur durch die Androhung eines Bajonetteinsatzes der Begleitmannschaft verhindert werden. Während die Truppen nach einigen Tagen Akron verließen, nahm die städtische Polizei mit Hilfe von Detektiven aus Pittsburgh und Cleveland 42 männliche Personen fest, die im Verdacht standen, am Aufruhr beteiligt gewesen zu sein. 30 wurden wegen verschiedener Delikte verurteilt.
Peck wurde 1913 von Gouverneur James M. Cox begnadigt, da ihm kein faires Verfahren zugestanden worden war. Gegen den Polizeiangehörigen, der versehentlich die beiden Kinder erschoss, wurde keine Anklage erhoben. Insgesamt war ein Schaden von $ 250.000 entstanden, gut zwei Dutzend Bürger, Feuerwehrleute und Polizisten waren verletzt worden. Beim Brand des Stadthauses gingen unersetzliche Dokumente der Stadtverwaltung und zur Geschichte Akrons verloren.